# 바이에른주의 주총리
정당 범례:
  Z
  USPD
  SPD
  BVP
  NSDAP
  CSU
  무소속
| 초상                                                                                        | 초상                | 성명 (생몰)                                                                   | 임기                | 임기                | 임기                  | 정당                       |
| 초상                                                                                        | 초상                | 성명 (생몰)                                                                   | 취임                | 퇴임                | 기간                  | 정당                       |
| Geheime Ratskanzler                                                                         | Geheime Ratskanzler | Geheime Ratskanzler                                                           | Geheime Ratskanzler | Geheime Ratskanzler | Geheime Ratskanzler   | Geheime Ratskanzler        |
| ------------------------------------------------------------------------------------------- | ------------------- | ----------------------------------------------------------------------------- | ------------------- | ------------------- | --------------------- | -------------------------- |
|                                                                                             |                     | 요한 아들츠라이터 폰 테텐바이스 1596년-1662년                                 | 1650년              | 1662년              | 2년                   | 무소속                     |
|                                                                                             |                     | 요한 게오르크 왹슬레 년-년                                                    | 1662년              | 1667년              | 5년                   | 무소속                     |
|                                                                                             |                     | 카스파어 폰 슈미트 1692년-1693년                                              | 1667년              | 1693년              | 26년                  | 무소속                     |
|                                                                                             |                     | 요한 루돌프 폰 벰플 1638년-1704년                                             | 1695년              | 1704년              | 9년                   | 무소속                     |
|                                                                                             | (공석)              | (공석)                                                                        | 1704년              | 1714년              | 10년                  |                            |
|                                                                                             |                     | 프란츠 크사버 요제프 폰 우너틀 남작 1675년-1750년                             | 1726년              | 1749년              | 23년                  | 무소속                     |
|                                                                                             |                     | 프란츠 크사버 안드레아스 폰 프라이들론 남작 1689년-1757년                     | 1749년              | 1758년              | 9년                   | 무소속                     |
|                                                                                             |                     | 비굴레우스 폰 크라이트마이어 남작 1705년-1790년                               | 1758년 9월 20일     | 1790년 10월 21일    | 32년 1개월 1일간      | 무소속                     |
| Minister des Äußeren                                                                        |                     |                                                                               |                     |                     |                       |                            |
| (바이에른은 1894년 이전까지 정부수반이 따로 없었지만 외무장관이 각료들 중 격이 가장 높았다) |                     |                                                                               |                     |                     |                       |                            |
|                                                                                             |                     | 프란츠 요제프 폰 베르헴 백작 1792년-1777년                                    | 1745년              | 1777년 11월 18일    | 32년                  | 무소속                     |
|                                                                                             |                     | 마테우스 폰 피레크 백작 1719년-1802년                                         | 1777년 11월 18일    | 1799년 2월 21일     | 21년 3개월 3일간      | 무소속                     |
|                                                                                             |                     | 막시밀리안 폰 몬트겔라스 백작 1759년-1838년                                   | 1799년 2월 21일     | 1817년 2월 2일      | 17년 11개월 1주 5일간 | 무소속                     |
|                                                                                             |                     | 하인리히 알로이스 폰 라이거스베르크 백작 1770년-1865년                        | 1817년 2월 2일      | 1823년              | 6년                   | 무소속                     |
|                                                                                             |                     | 알로이스 폰 레흐베르크 운트 로테늘뢰벤 백작 1766년-1849년                     | 1817년 2월          | 1825년 10월         | 8년 8개월간           | 무소속                     |
|                                                                                             |                     | 프리드리히 카를 폰 튀어하임 백작 1763년-1832년                                | 1827년 1월 1일      | 1828년              | 1년                   | 무소속                     |
|                                                                                             |                     | 게오르크 프리드리히 폰 첸트너 남작 1752년-1835년                              | 1827년 4월 22일     | 1828년 9월 1일      | 1년 4개월 1주 3일간   | 무소속                     |
|                                                                                             |                     | 요제프 루트비히 폰 아르만스페르크 백작 1787년-1853년                          | 1828년 9월 1일      | 1831년              | 3년                   | 무소속                     |
|                                                                                             |                     | 프리드리히 아우구스트 폰 기제 남작 1783년-1860년                              | 1831년              | 1846년 5월 26일     | 15년                  | 무소속                     |
|                                                                                             |                     | 오토 폰 브라이슈타인부르크 백작 1807년-1899년                                 | 1846년 5월 26일     | 1847년 2월 13일     | 8개월 2주 4일간       | 무소속                     |
|                                                                                             |                     | 게오르크 루트비히 폰 마우러 1790년-1872년                                     | 1847년 3월 1일      | 1847년 11월 29일    | 8개월 4주간           | 무소속                     |
|                                                                                             |                     | 루트비히 추 외팅겐발러슈타인 후작 1791년-1870년                               | 1847년 12월 1일     | 1848년 3월 12일     | 3개월 1주 4일간       | 무소속                     |
|                                                                                             |                     | 클레멘스 폰 발트키르히 백작 1806년-1858년                                     | 1848년 3월 14일     | 1848년 4월 29일     | 1개월 2주 1일간       | 무소속                     |
|                                                                                             |                     | 오토 폰 브라이슈타인부르크 백작 1807년-1899년                                 | 1848년 4월 29일     | 1849년 4월 18일     | 11개월 2주 6일간      | 무소속                     |
| Vorsitzende des Ministerrates                                                               |                     |                                                                               |                     |                     |                       |                            |
| (1880년–1890년을 제외하면 모든 주석은 외무장관이 겸임했다)                                  |                     |                                                                               |                     |                     |                       |                            |
|                                                                                             |                     | 루트비히 폰 데어 포르텐 남작 1811년-1880년                                    | 1849년 12월 22일    | 1859년 5월 1일      | 9년 4개월 1주 2일간   | 무소속                     |
|                                                                                             |                     | 카를 폰 슈렌크 남작 1806년-1884년                                             | 1859년 5월 1일      | 1864년 10월 4일     | 5년 5개월 3일간       | 무소속                     |
|                                                                                             |                     | 막스 폰 노이마이어 1808년-1881년                                              | 1864년 10월 4일     | 1864년 12월 4일     | 2개월간               | 무소속                     |
|                                                                                             |                     | 루트비히 폰 데어 포르텐 남작 1811년-1880년                                    | 1864년 12월 4일     | 1866년 12월 29일    | 2년 3주 4일간         | 무소속                     |
|                                                                                             |                     | 흘로트비히 추 호헨로헤실링스퓌르스트 후작 1819년-1901년                       | 1866년 12월 31일    | 1870년 3월 8일      | 3년 2개월 5일간       | 무소속 (민족자유주의자)    |
|                                                                                             |                     | 오토 폰 브라이슈타인부르크 백작 1807년-1899년                                 | 1870년 3월 8일      | 1871년 6월 25일     | 1년 3개월 2주 3일간   | 무소속                     |
|                                                                                             |                     | 프리드리히 폰 헤크넨베르크둑스 백작 1810년-1872년                             | 1871년 8월 21일     | 1871년 6월 2일      | -1년 9개월 1주 5일간  | 무소속 (민족자유주의자)    |
|                                                                                             |                     | 아돌프 폰 프레츠슈너 남작 1820년-1901년                                       | 1872년 10월 1일     | 1880년 3월 4일      | 7년 5개월 3일간       | 무소속 (자유주의자)        |
|                                                                                             |                     | 요한 폰 루츠 남작 1826년-1890년                                               | 1880년 3월 4일      | 1890년 6월 1일      | 10년 2개월 4주간      | 무소속 (민족자유주의자)    |
|                                                                                             |                     | 프리드리히 크라프트 폰 크라일샤임 백작 1841년-1926년                          | 1890년 6월 1일      | 1903년 3월 1일      | 12년 9개월간          | 무소속 (민족자유주의자)    |
|                                                                                             |                     | 클레멘스 폰 포데빌스뒤르니츠 백작 1850년-1922년                               | 1903년 3월 1일      | 1912년 2월 9일      | 8년 11개월 1주 1일간  | 무소속 (민족자유주의자)    |
|                                                                                             |                     | 게오르크 폰 헤르틀링 백작 년-년                                               | 1912년 2월 9일      | 1917년 11월 10일    | 5년 9개월 1일간       | 중앙당                     |
|                                                                                             |                     | 오토 폰 단들 기사 1868년-1942년                                               | 1917년 11월 11일    | 1918년 11월 7일     | 11개월 3주 6일간      | 무소속                     |
| Ministerpräsidenten des Freistaats Bayern                                                   |                     |                                                                               |                     |                     |                       |                            |
|                                                                                             |                     | 쿠르트 아이스너 1867년-1919년                                                 | 1918년 11월 8일     | 1919년 2월 21일     | 3개월 1주 6일간       | 독일 독립사회민주당        |
|                                                                                             |                     | 마르틴 제히츠 1853년-1927년 (권한대행)                                        | 1919년 3월 1일      | 1919년 3월 17일     | 2주 2일간             | 독일 사회민주당            |
|                                                                                             |                     | 요하네스 호프만 년-년                                                         | 1919년 3월 17일     | 1920년 3월 14일     | 11개월 3주 5일간      | 독일 사회민주당            |
|                                                                                             |                     | 구스타프 폰 카어 기사 1862년-1934년                                           | 1920년 3월 16일     | 1921년 9월 21일     | 1년 6개월 5일간       | 무소속                     |
|                                                                                             |                     | 후고 폰 운트 추 레어헨펠트 아우프 쾨페링 운트 쇤베르크 백작 1871년-1944년     | 1921년 9월 21일     | 1922년 11월 8일     | 1년 1개월 2주 4일간   | 바이에른 인민당            |
|                                                                                             |                     | 오이겐 폰 크닐링 기사 1856년-1927년                                           | 1922년 11월 8일     | 1924년 7월 1일      | 1년 1개월 2주 4일간   | 바이에른 인민당            |
| Generalstaatskommissar des Freistaats Bayern                                                |                     |                                                                               |                     |                     |                       |                            |
|                                                                                             |                     | 구스타프 폰 카어 기사 1862년-1934년                                           | 1923년 9월 25일     | 1924년 2월 17일     | 4개월 3주 2일간       | 무소속                     |
|                                                                                             |                     | 하인리히 헬트 1868년-1938년                                                   | 1924년 7월 2일      | 1933년 3월 9일      | 8년 8개월 1주간       | 바이레른 인민당            |
| Reichsstatthalter des Bayern                                                                |                     |                                                                               |                     |                     |                       |                            |
|                                                                                             |                     | 프란츠 폰 에프 기사 1868년-1946년 1933년 4월 10일 이전까지는 국가판무관 직함) | 1933년 3월 10일     | 1945년 4월 29일     | 12년 1개월 2주 5일간  | 국가사회주의 독일 노동자당 |
| Ministerpräsidenten des Freistaats Bayern                                                   |                     |                                                                               |                     |                     |                       |                            |
|                                                                                             |                     | 루트비히 지베르트 1874년-1942년                                               | 1933년 4월 12일     | 1942년 11월 1일     | 9년 6개월 2주 6일간   | 국가사회주의 독일 노동자당 |
|                                                                                             |                     | 파울 기슬러 1895년-1945년                                                     | 1942년 11월 2일     | 1945년 4월 29일     | 2년 5개월 3주 6일간   | 국가사회주의 독일 노동자당 |
| Ministerpräsidenten des Freistaats Bayern                                                   |                     |                                                                               |                     |                     |                       |                            |
| (1949년 이전까지는 군정기)                                                                  |                     |                                                                               |                     |                     |                       |                            |
|                                                                                             |                     | 프리츠 셰퍼 1888년-1967년                                                     | 1945년 5월 28일     | 1945년 9월 28일     | 4개월간               | 바이에른 기독교사회연합    |
|                                                                                             |                     | 빌헬름 회크너 1887년-1980년                                                   | 1945년 9월 28일     | 1946년 12월 16일    | 1년 2개월 2주 4일간   | 독일 사회민주당            |
|                                                                                             |                     | 한스 에하르트 1887년-1980년                                                   | 1946년 12월 21일    | 1954년 12월 14일    | 7년 11개월 3주 2일간  | 바이에른 기독교사회연합    |
|                                                                                             |                     | 빌헬름 회크너 1887년-1980년                                                   | 1954년 12월 14일    | 1957년 10월 8일     | 2년 9개월 3주 3일간   | 독일 사회민주당            |
|                                                                                             |                     | 한스 자이델 1901년-1961년                                                     | 1957년 10월 16일    | 1960년 1월 22일     | 2년 3개월 6일간       | 바이에른 기독교사회연합    |
|                                                                                             |                     | 한스 에하르트 1887년-1980년                                                   | 1960년 1월 26일     | 1962년 12월 11일    | 2년 10개월 2주 1일간  | 바이에른 기독교사회연합    |
|                                                                                             |                     | 알폰스 고펠 1905년-1991년                                                     | 1962년 12월 11일    | 1978년 11월 6일     | 15년 10개월 3주 5일간 | 바이에른 기독교사회연합    |
|                                                                                             |                     | 프란츠 요제프 슈트라우스 1915년-1988년                                        | 1978년 11월 6일     | 1988년 10월 3일     | 9년 10개월 3주 6일간  | 바이에른 기독교사회연합    |
|                                                                                             |                     | 막스 슈트라이블 1932년-1998년                                                 | 1988년 10월 19일    | 1993년 5월 27일     | 4년 7개월 1주 1일간   | 바이에른 기독교사회연합    |
|                                                                                             |                     | 에드문트 슈토이버 1941년-생존                                                 | 1993년 5월 28일     | 2007년 9월 30일     | 14년 4개월 2일간      | 바이에른 기독교사회연합    |
|                                                                                             |                     | 귄터 베크슈타인 1943년-생존                                                   | 2007년 10월 9일     | 2008년 10월 27일    | 1년 2주 4일간         | 바이에른 기독교사회연합    |
|                                                                                             |                     | 호르스트 제호퍼 1949년-생존                                                   | 2008년 10월 27일    | 2018년 3월 13일     | 16년 5개월 4주 2일간  | 바이에른 기독교사회연합    |
|                                                                                             |                     | 마르쿠스 죄더 1967년-생존                                                     | 2018년 3월 14일     | 현임                | 7년 1개월 1주 5일간   | 바이에른 기독교사회연합    |